# Кийский Шалтырь
Кийский Шалтырь — река в Кемеровской области России, правый приток Кии. Впадает в Кию справа в 454 км от устья. Длина реки составляет 48 км. Площадь водосборного бассейна — 387 км².

## Притоки
- 23 км: Малый Кийский Шалтырь (лев)
- 35 км: Бердовка (лев)

## Данные водного реестра
По данным государственного водного реестра России относится к Верхнеобскому бассейновому округу, водохозяйственный участок реки — Чулым от города Ачинск до водомерного поста села Зырянское, речной подбассейн реки — Чулым. Речной бассейн реки — (Верхняя) Обь до впадения Иртыша.
Код водного объекта — 13010400212115200018156.